# Geneva (Florida)
Geneva ist  ein census-designated place (CDP) im Seminole County im US-Bundesstaat Florida. Das U.S. Census Bureau hat bei der Volkszählung 2020 eine Einwohnerzahl von 2.913 ermittelt.

## Geographie
Geneva liegt rund 10 km östlich von Sanford sowie etwa 30 km nordöstlich von Orlando. Der CDP wird von der Florida State Road 46 durchquert.

## Demographische Daten
Laut der Volkszählung 2010 verteilten sich die damaligen 2940 Einwohner auf 1011 Haushalte. Die Bevölkerungsdichte lag bei 99,7 Einw./km². 91,8 % der Bevölkerung bezeichneten sich als Weiße, 1,7 % als Afroamerikaner, 0,5 % als Indianer und 2,4 % als Asian Americans. 1,3 % gaben die Angehörigkeit zu einer anderen Ethnie und 2,3 % zu mehreren Ethnien an. 5,3 % der Bevölkerung bestanden aus Hispanics oder Latinos.
Im Jahr 2010 lebten in 34,2 % aller Haushalte Kinder unter 18 Jahren sowie 26,1 % aller Haushalte Personen mit mindestens 65 Jahren. 80,4 % der Haushalte waren Familienhaushalte (bestehend aus verheirateten Paaren mit oder ohne Nachkommen bzw. einem Elternteil mit Nachkomme). Die durchschnittliche Größe eines Haushalts lag bei 2,84 Personen und die durchschnittliche Familiengröße bei 3,09 Personen.
25,0 % der Bevölkerung waren jünger als 20 Jahre, 18,7 % waren 20 bis 39 Jahre alt, 37,2 % waren 40 bis 59 Jahre alt und 18,8 % waren mindestens 60 Jahre alt. Das mittlere Alter betrug 44 Jahre. 51,0 % der Bevölkerung waren männlich und 49,0 % weiblich.
Das durchschnittliche Jahreseinkommen lag bei 68.813 $, dabei lebten 3,2 % der Bevölkerung unter der Armutsgrenze.
Im Jahr 2000 war Englisch die Muttersprache von 96,18 % der Bevölkerung und Spanisch sprachen 3,82 %.